# Хоромный тупик
Хоро́мный тупик — тупик в центре Москвы. Примыкает к чётной стороне Боярского переулка и площади Красные Ворота.

## Происхождение названия

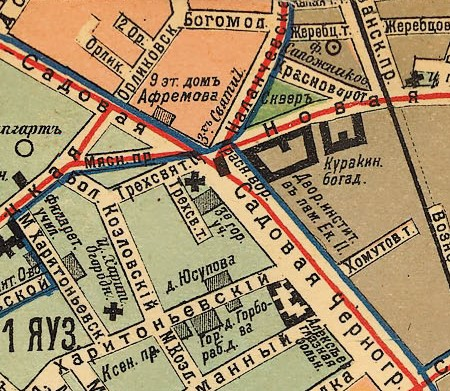
Трёхсвятительский тупик на карте Москвы 1913 года.

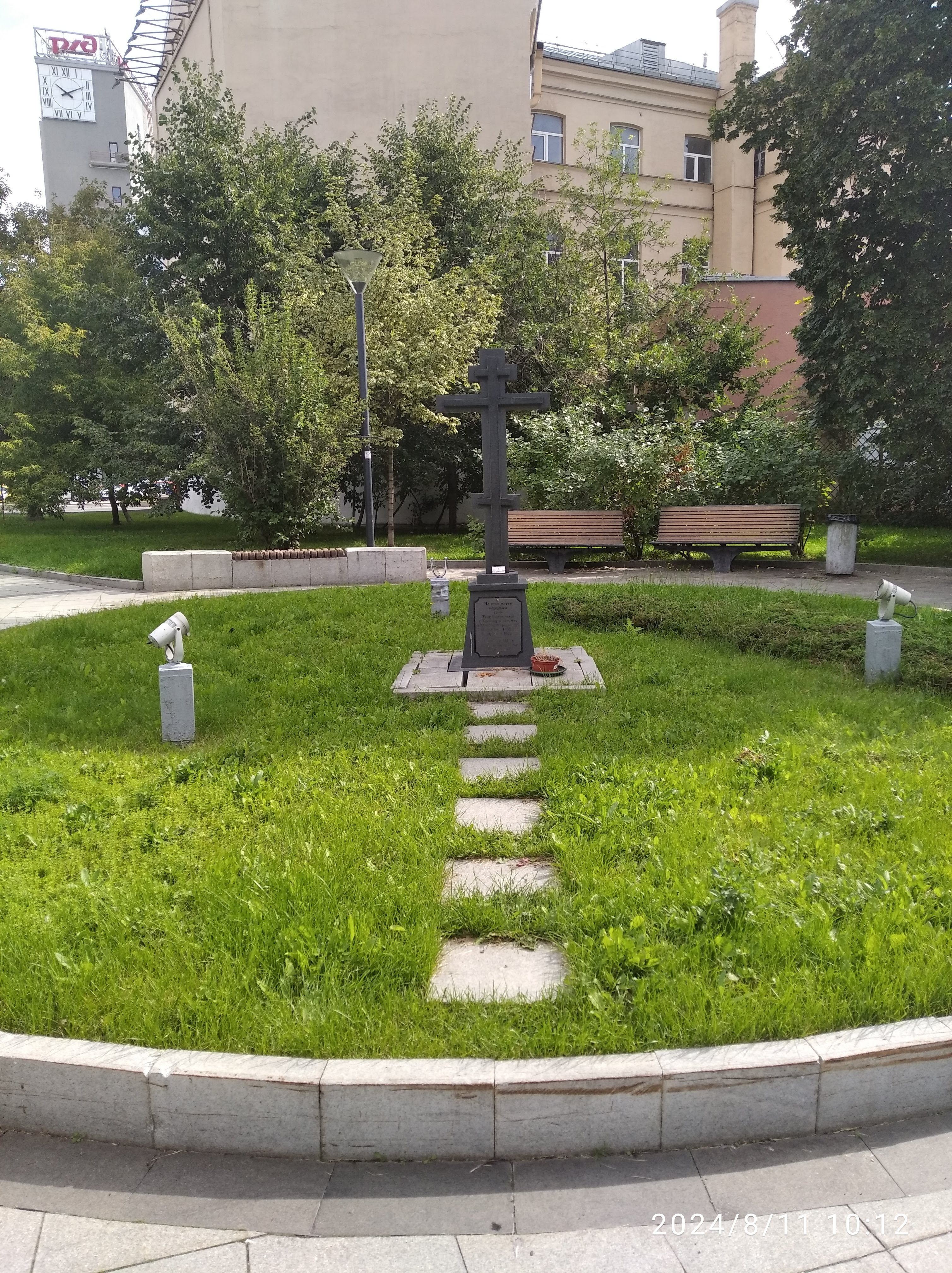
Памятный крест на месте, где находилась церковь Трёх Святителей Вселенских

Назван в 1922 году при переименовании большевистскими властями Москвы названий, связанных с церквями, «по находившемся в конце его барским хоромам». Под «хоромами» подразумевались палаты, построенные в XVII веке в стиле нарышкинского барокко, которые в 1727—1917 годах принадлежали князьям Юсуповым (Большой Харитоньевский переулок, 21). Ранее назывался Трёхсвятительский тупик по церкви Трёх Святителей Вселенских, до 1928 года стоявшей в Боярском переулке, к которому примыкает тупик. В середине XIX века назывался Тупой переулок.

## История
Тупик возник в XVII веке в дворцовой Огородной слободе около церкви Трёх Святителей Вселенских. От конца тупика начиналась и текла на юго-восток речка Черногрязка. Тупик упирался в дворовые строения большой усадьбы, которая в конце XVII века принадлежала А. Волкову, а затем — Юсуповым.

## Примечательные здания и сооружения

### По чётной стороне
- № 2/6 — Жилой дом кооператива работников наркоматов иностранных дел и труда (1929, архитектор А. И. Мешков)[3]. Здесь жили народный комиссар иностранных дел М. М. Литвинов (в 1925—1935 годах)[4], советский дипломат и разведчик Б. Н. Мельников. В рамках гражданской инициативы «Последний адрес» в 2014—2017 годах на доме установлены мемориальные знаки с именами кадровых дипломатов Б. Н. Мельникова, М. А. Карского, С. К. Пастухова[5], М. А. Плоткина[6] и Г. М. Меламеда[7], расстрелянных в годы сталинских репрессий. По сведениям правозащитного общества «Мемориал», в годы террора были расстреляны не менее 16 жильцов этого дома[8].
- № 4 стр. 6 — дом А. П. Елагиной. Здесь в конце 1830 — начале 1840-х годов собирался литературный салон, называемый «республикой у Красных ворот», где в разное время бывали А. С. Пушкин, Н. В. Гоголь, П. Я. Чаадаев, А. И. Герцен, Е. А. Баратынский, А. С. Хомяков, К. С. Аксаков[9]. Ныне — ОАО «Корпорация „ВНИИЭМ“».